# Haşim İşcan
Haşim İşcan (Edirne, Vilayato de Adrianópolis, 1898-Estambul, 11 de marzo de 1968) fue un maestro de secundaria, gobernador provincial y el primer alcalde electo de Estambul.

## Biografía
Nació en 1898 en Edirne. Tras graduarse en la Escuela de Administración Pública en 1922, trabajó como profesor en el Colegio de Maestras de Edirne y más tarde en el instituto de secundaria de la misma ciudad. A partir de 1933, Haşim İşcan ejerció como administrador público, primero en distritos y luego como gobernador en varias provincias, incluyendo el cargo de gobernador de la provincia de Bursa entre 1945 y 1950. Poco antes de su jubilación, fue nombrado director público de asuntos de asentamiento.
Estuvo casado con Atıfet İşcan.

## Carrera política
En 1963 ingresó en la política con el Partido Republicano del Pueblo (CHP), y fue elegido alcalde de Estambul. Durante su mandato llevó a cabo importantes proyectos de infraestructura en la ciudad, como la ampliación de calles y la construcción de pasos subterráneos. También contribuyó significativamente al desarrollo de actividades culturales en la ciudad. Fue un alcalde muy querido, conocido por los habitantes como «Padre Haşim».
Falleció el 11 de marzo de 1968, en coma causado por una hemorragia intracraneal. Un paso subterráneo en Saraçhane, junto al Centro Cívico, lleva su nombre en su memoria.